# توماس فيرهار
توماس فيرهار (بالهولندية: Thomas Verhaar)‏ (8 مارس 1988 بروتردام في هولندا - ) هو لاعب كرة قدم هولندي في مركز الوسط. لعب مع سبارتا روتردام وMiami Dutch Lions FC ‏.

## روابط خارجية
- توماس فيرهار على موقع قاعدة بيانات كرة القدم.إي يو (الإنجليزية)
- توماس فيرهار على موقع Soccerway.com (الإنجليزية)
- توماس فيرهار على موقع عالم كرة القدم.نت (الإنجليزية)